# Anyphaena judicata
Anyphaena judicata là một loài nhện trong họ Anyphaenidae.
Loài này thuộc chi Anyphaena. Anyphaena judicata được Octavius Pickard-Cambridge miêu tả năm 1896.